# Solpuga hewitti
Solpuga hewitti är en spindeldjursart som beskrevs av Hirst 1916. Solpuga hewitti ingår i släktet Solpuga och familjen Solpugidae. Inga underarter finns listade i Catalogue of Life.